# Domenichino

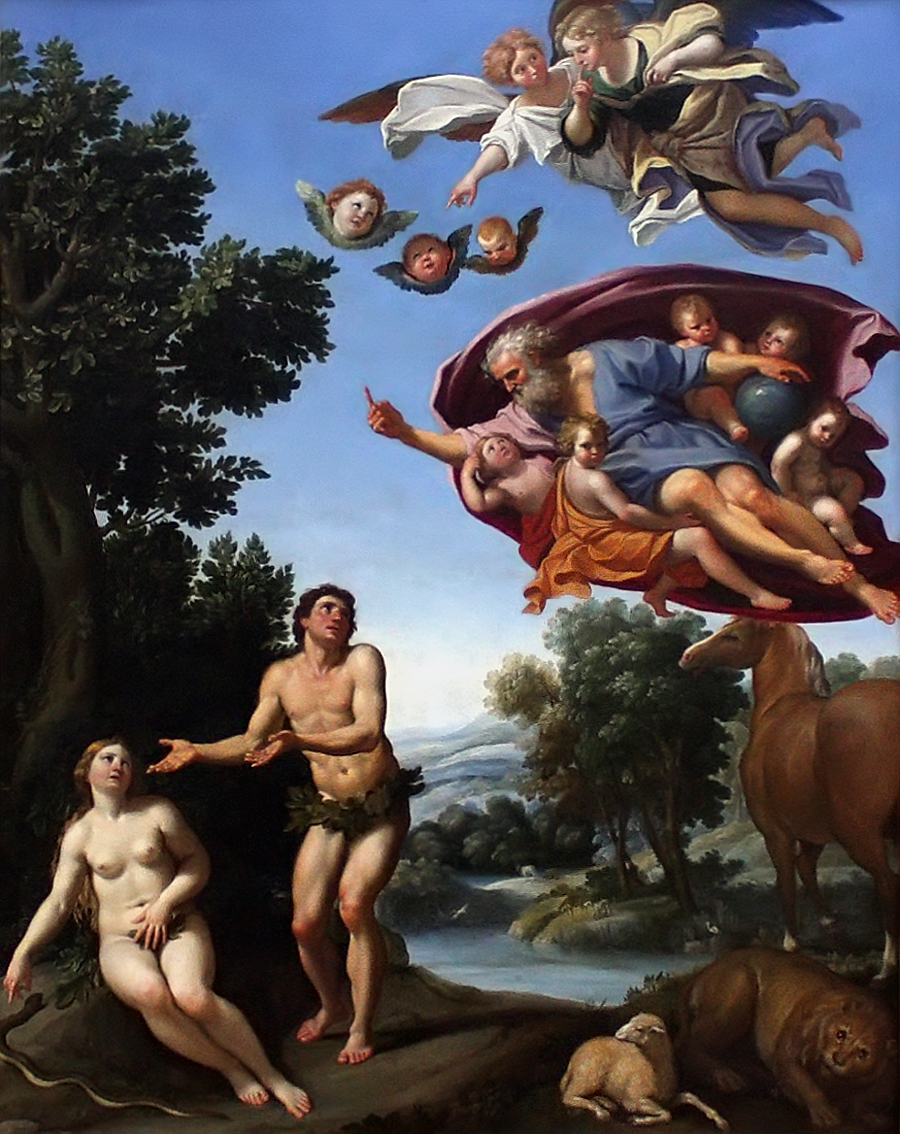
Adam en Eva, 1623-25, Musée de Grenoble, Grenoble

Domenichino (uitspraak: dōmānēkē'nō) of Domenico Zampieri (dōmā'nēkō tsämpyĕ'rē) (Bologna, 28 oktober 1581 – Napels, 6 april 1641) was een Italiaanse kunstschilder. Hij was een van de belangrijkste leerlingen van de schildersfamilie  Agostino, Annibale en Lodovico Carracci.
Als medewerker begon hij met schilderen in zijn geboorteplaats onder leiding van Lodovico Carracci. Hij werkte in 1602 samen met Annibale Carracci in het Palazzo Farnese in Rome. Zijn belangrijkste werken maakte hij wat later voor een aantal Romeinse kerken, waarvoor hij talrijke fresco's maakte. Als belangrijkste worden gezien: De Martelaarschap van St. Andreus in de San Gregorio Magno, Het Leven van St. Cecilia in de San Luigi dei Francesci (1615–17), en de decoratie van de Sant'Andrea della Valle (1624–28), en verder bijvoorbeeld in de San Carlo ai Catinari.
Verder werkte hij ook in Napels. Daar werkte hij aan de fresco's in barokke aard voor de kapel van de kathedraal van San Gennaro. Deze zijn echter onvolledig.
Domenichino was aanhanger van de klassieke doctrine en was een invloedrijke landschapsschilder. Hij is dan ook volgens velen voor de Italiaanse kunst van groot belang geweest.
- Auckland Art Gallery Toi o Tāmaki: 7704
- Biblioteca Nacional de España: XX960386
- Bibliothèque nationale de France: cb119663905 (data)
- Catàleg d'autoritats de noms i títols de Catalunya: 981058511650706706
- CiNii: DA10647675
- Gemeinsame Normdatei: 118638831
- International Standard Name Identifier: 0000 0001 2134 0539
- KulturNav: 0a2d5cd2-2bad-4416-86f3-071d097fb786
- Library of Congress Control Number: n82028279
- Nationale Bibliotheek van Letland: 000199944
- MusicBrainz: c83c0b08-0b6c-4926-8c37-953976c4f139
- National Gallery of Victoria: 5067
- Nationale Bibliotheek van Tsjechië: mzk2009528543
- Nationale Bibliotheek van Israël: 987007424565405171
- Nationale Bibliotheek van Polen: a0000002681770
- Nederlandse Thesaurus van Auteursnamen: 069295735
- Réseau des bibliothèques de Suisse occidentale: 02-A000180652
- RKD-Nederlands Instituut voor Kunstgeschiedenis: 23601
- Istituto Centrale per il Catalogo Unico: REAV084879
- LIBRIS: 289008
- SNAC: w6z339f7
- Système universitaire de documentation: 027670937
- Union List of Artist Names: 500018832
- Virtual International Authority File: 56618267
- WorldCat: E39PCjr6bkPBfKhkVKWrgXJPXq